# Grapholita fana
Grapholita fana es una especie de polilla del género Grapholita, tribu Grapholitini, familia Tortricidae. Fue descrita científicamente por Kearfott en 1907.
La envergadura es de unos 7,5-10 milímetros. Se distribuye por América del Norte: Estados Unidos.